# ブルノ - イフラヴァ線
ブルノ - イフラヴァ線（チェコ語;Železniční trať Brno–Jihlava）は、チェコ国鉄の鉄道線の名称である。路線番号は240。
オクルジーシキを境に沿革が分かれる。オクルジーシキ以東はブルノ・ロシツェ鉄道を前身とする。1856年にブルノ～ザスターフカ間が開業した。その後オーストリア＝ハンガリー国家鉄道（k.k. privilegierte Österreich-Ungarische Staatseisenbahn-Gesellschaft, StEG）に移管され、StEGは1870年にストゥデネツまで、1886年6月4日にオクルジーシキまでこの路線を開通した。
オクルジーシキ以西は1871年にオーストリア北西部鉄道によって開業した。ウィーンとベルリンを結ぶ路線の一翼を担っていたが、今その役割は260号線が担っている。
2024年4月30日より、工事のためストルジェリツェ - ラポチツェ間で運休する予定。

## 運行形態

### 特急「リフリーク(R)」
- ロジンベルク号：　ブルノ～イフラヴァ～プルゼニ
2時間間隔で運行されている。イフラヴァ以西は225号線に直通する。2024年4月30日より、ブルノ - ナームニェスチ間で運休する予定。

- イフラヴァ号：　ブルノ → イフラヴァ
一日あたり、夜間に片道1本のみの運行。2024年4月30日より、ブルノ - ナームニェスチ間で運休する予定。

### 快速「スピェシニー(Sp)」
全4系統が運行していて、特に241号線との直通列車は、白ワイン用のぶどうの品種名が愛称になっている。
- ホラーツキー・エクスプレス号：　ブルノ - トルジェビーチ　【平日運行】
一日2往復の運行。ブルノ - ナームニェスチ間ノンストップ。また、ブルノ～ストルジェリツェ間は、244号線の快速が多数運行されている。
過去の運行形態
2019年末に運行を開始した。当時は、東行1本がオクルジーシキ始発で、ボロヴィナにも停車していた。
2021年度より、全列車トルジェビーチ発着となった。
2022年12月に、スヴラトカ川橋梁破損破損が発生した影響で、東行（かつてオクルジーシキ始発で運行していた列車）がブルノ下駅終着で運行となった[4][5]。
2023年度より、再び全列車ブルノ本駅発着で運行している。
2024年度は、4月30日から12月まで、ブルノ - ナームニェスチ間で運休していた。

- ブルノ - ザスターフカ　【平日運行】
朝と午後・夕方に、毎時1本運行する。
2025年度より運行を開始した。

- ヴェルトリーンスケー・ゼレネー号：　ズノイモ - オクルジーシキ - イフラヴァ - ハヴリーチクーフ・ブロド　【平日運行】
一日1往復の運行。オクルジーシキ以南は241号線に、イフラヴァ以北は快速レネサンツェ号に併結されて225号線に直通する。
2019年末に運行を開始した。

- リズリンク・リーンスキー号：　ズノイモ - オクルジーシキ - イフラヴァ　【土曜・休日運行】
土曜日にズノイモ行が、日曜日にイフラヴァ行が1本ずつ運行する。オクルジーシキ以南は241号線に直通する。途中、オクルジーシキを通過する。
2019年末に運行を開始した。

- ソーヴィニヨン号：　ズノイモ - オクルジーシキ - イフラヴァ - ハヴリーチクーフ・ブロド　【休日運行】
週1往復の運行。オクルジーシキ以南は241号線に、イフラヴァ以北は225号線に直通する。途中、オクルジーシキを通過する。
2019年末に運行を開始した。

- 過去の運行系統
  - ボブラヴァ号：　イフラヴァ → ブルノ　【平日・土曜運行】
早朝に片道1便のみ、平日にイフラヴァ発ブルノ行が、土曜日にナームニェスチ発ブルノ行が運行される。停車駅が多く、現在の停車駅に加え、ルカ、ブランソウゼとナームニェスチ - テッチツェ間の各駅にも停車し（ただしヴィソケー・ポポヴィツェ駅は通過）、一方でヴラヂスラフを通過していた。
2019年以前に運行していた。
  - イフラヴァ → トルジェビーチ　【平日運行】
一日あたり、片道1本のみ運行していた。途中、オクルジーシキとボロヴィナにのみ停車していた。
2020年度に限り運行していた。

### 普通
- ブルノ本駅 - ザスターフカ
毎時1本の運行。なお、ストルジェリツェ下駅は、大半の列車が通過するが、244号線の列車が利用可能となっている。スタリー・リースコヴェツとオミツェは選択停車が基本で、いずれも半数が停車する。
2024年
過去の運行形態
2015年以前は、ブルノ本駅 - ラポチツェ以西（冬季の休日はザスターフカ）間で1時間に1本の本数が確保されていた。244号線の列車が運行するストルジェリツェ - ブルノ間では上下で停車駅のパターンが異なっていた。244号線と合わせて、上下線で同程度の本数が停車するダイヤであった。スタリー・リースコヴェツは全列車通過であった他、オストポヴィツェ駅は未開業で、さらにトロウブスコ - ザスターフカ間無停車の列車なども設定されていた。ザスターフカ以西の変遷は、下記ザスターフカ - トルジェビーチの列車の項を参照。
2015年末に、上下対称に近い停車駅パターンとなった。オミツェとトロウブスコはそれぞれ半数が通過で、どちらか一方のみ停車が基本であった。
2019年末に、トロウブスコは大部分が停車となった。
2021年末に、オストポヴィツェ駅開業により、半数（ラポチツェ発着便）が原則オストポヴィツェ停車、トロウブスコ通過となった。残り半数はオストポヴィツェ通過であった。
2022年12月に発生したスヴラトカ川橋梁破損の影響で、平日の0:00 - 20:00に限りブルノ下駅発着となった[4][5]。
2024年度より、再びブルノ本駅発着となった。4月20日より、ストルジェリツェ - ラポチツェ間で運休、ブルノ - ストルジェリツェ間の運行となり、オストポヴィツェとトロウブスコはほとんどの列車が停車となった。
2025年度より、運行区間をザスターフカまで延長した。半数、主にオミツェ通過列車がスタリー・リースコヴェツ停車となった。ストルジェリツェ、テッチツェ、ロシツェは全列車停車となった。

- ザスターフカ - トルジェビーチ
2時間に1本の運行。
過去の運行形態
2019年度以前は、ブルノ本駅 - ナームニェスチ（冬季の休日はザスターフカ）間で1時間に1本の本数が確保され、イフラヴァにも2時間に1本直通していた。ザスターフカ以東の変遷は、上記ブルノ本駅 - ザスターフカの列車の項を参照。
2019年末に、ラポチツェ - ナームニェスチ間で2時間に1本に減便となり、平日は大部分がナームニェスチまで、休日はトルジェビーチまで短縮された。
2020年末に、平日のナームニェスチ発着便がトルジェビーチまで延長された。
2024年4月20日より、ストルジェリツェ - ラポチツェ間で運休、ラポチツェ - トルジェビーチ間での運行となった。
2025年度より、運行区間をザスターフカまで延長した。

- トルジェビーチ - イフラヴァ
2時間に1本の運行。
過去の運行形態
2019年以前は、上記ブルノ発着系統と一体で、ブルノ - イフラヴァ間の直通運行であった。
2019年末に、平日はナームニェスチ→イフラヴァ、イフラヴァ→トルジェビーチ、トルジェビーチ→ナームニェスチの各系統が2時間に1本ずつ運行する様になった。休日はトルジェビーチ - イウラヴァ間に2時間に1本の運行となった。
2020年末に、平日の上下ともトルジェビーチ - イウラヴァ間の運行となった。トルジェビーチ以東は、上記のブルノ発着系統の延伸によりカバーされる様になった。

### 臨時列車
- ペルモニーク号
旧型列車。年6日、ブルノ - ザスターフカ間に、1往復のみ運行する。途中ノンストップ

## 駅一覧
以下では、チェコ国鉄240号線の駅と営業キロ、停車列車、接続路線などを一覧表で示す。ブルノ近郊の普通列車について、詳細は(*1)参照。
- 種別
  - R：特急
  - Sp：快速
  - Os：普通
- 停車駅
  - ■印：全列車停車
  - ●印：大部分停車、一部通過
  - ◑、◐、◓印：半数停車、半数通過(普通)。
  - ○印：大部分通過、一部停車
  - ｜印：全列車通過

| 路線名 | 駅名                                 | 駅間営業キロ | 累計営業キロ       | 累計営業キロ              | R  | Sp  | Os | 接続路線                                                                                           | 所在地         | 所在地               |
| ------ | ------------------------------------ | ------------ | ------------------ | ------------------------- | -- | --- | -- | -------------------------------------------------------------------------------------------------- | -------------- | -------------------- |
| 240    | ブルノ本駅                           | -            | ウィーンから 155.7 | ストルジェリツェから 13.1 | ■  | ■   | ■  | 251号線（プラハ方面） 260号線（クルジェノヴィツェ方面）、340号線（ウヘルスケー・フラヂシチェ方面） | 南モラヴィア州 | ブルノ市             |
| 240    | ブルノ・ホルニー・ヘルシピツェ駅     | 2.8          | 152.9              | 10.3                      | ｜ | ●   | ●  | 251号線（ブダペスト/ウィーン方面）                                                                 | 南モラヴィア州 | ブルノ市             |
| 240    | ブルノ・スタリー・リースコヴェツ駅   | 3.2          | 149.7              | 7.1                       | ｜ | ○   | ◑  | | 南モラヴィア州 | ブルノ市             |
| 240    | オストポヴィツェ駅(*2)               | 2.0          | 147.7              | 5.1                       | ｜ | ●   | ●  | ブルノ下駅方面                                                                                     | 南モラヴィア州 | ブルノ・ヴェンコフ郡 |
| 240    | トロウブスコ駅                       | 1.7          | 146.0              | 3.4                       | ｜ | ｜  | ●  | | 南モラヴィア州 | ブルノ・ヴェンコフ郡 |
| 240    | ストルジェリツェ下駅                 | 1.7          | 144.3              | 1.7                       | ｜ | ○*1 | ○  | | 南モラヴィア州 | ブルノ・ヴェンコフ郡 |
| 240    | ストルジェリツェ駅                   | 1.7          | 142.6              | 0.0                       | ｜ | ○*1 | ■  | 244号線（ボフチツェ方面）                                                                          | 南モラヴィア州 | ブルノ・ヴェンコフ郡 |
| 240    | オミツェ駅                           | 3.1          |                    | 3.1                       | ｜ | ｜  | ◐  | | 南モラヴィア州 | ブルノ・ヴェンコフ郡 |
| 240    | テッチツェ駅                         | 3.4          |                    | 6.5                       | ｜ | ●   | ■  | | 南モラヴィア州 | ブルノ・ヴェンコフ郡 |
| 240    | ロシツェ・ウ・ブルナ駅               | 1.9          |                    | 8.4                       | ｜ | ●   | ■  | | 南モラヴィア州 | ブルノ・ヴェンコフ郡 |
| 240    | ザスターフカ・ウ・ブルナ駅           | 2.5          |                    | 10.9                      | ｜ | ●   | ■  | | 南モラヴィア州 | ブルノ・ヴェンコフ郡 |
| 240    | ヴィソケー・ポポヴィツェ駅           | 5.2          |                    | 16.1                      | ｜ | ｜  | ■  | | 南モラヴィア州 | ブルノ・ヴェンコフ郡 |
| 240    | ラポチツェ駅                         | 2.8          |                    | 18.9                      | ｜ | ｜  | ■  | | ヴィソチナ州   | トルジェビーチ郡     |
| 240    | クラリツェ・ナド・オスラヴォウ駅     | 4.8          |                    | 23.7                      | ｜ | ｜  | ■  | | ヴィソチナ州   | トルジェビーチ郡     |
| 240    | ナームニェスチ・ナド・オスラヴォウ駅 | 5.8          |                    | 29.5                      | ■  | ■   | ■  | | ヴィソチナ州   | トルジェビーチ郡     |
| 240    | ストゥデネツ駅                       | 6.3          |                    | 35.8                      | ｜ | ■   | ●  | 257号線（ヴェルケー・メジルジーチー方面）                                                          | ヴィソチナ州   | トルジェビーチ郡     |
| 240    | ヴラヂスラフ駅                       | 7.0          |                    | 42.8                      | ｜ | ■   | ■  | | ヴィソチナ州   | トルジェビーチ郡     |
| 240    | トルジェビーチ駅                     | 7.3          |                    | 50.1                      | ■  | ■   | ■  | | ヴィソチナ州   | トルジェビーチ郡     |
| 240    | トルジェビーチ・ボロヴィナ駅         | 2.3          |                    | 52.4                      | ｜ |     | ■  | | ヴィソチナ州   | トルジェビーチ郡     |
| 240    | クラフロフ駅                         | 3.1          |                    | 55.5                      | ｜ |     | ●  | | ヴィソチナ州   | トルジェビーチ郡     |
| 240    | オクルジーシキ駅                     | 6.3          | 169.9              | 61.8                      | ■  | ■   | ■  | 241号線                                                                                            | ヴィソチナ州   | トルジェビーチ郡     |
| 240    | チーホフ駅                           | 5.2          | 175.1              | 67.0                      | ｜ | ｜  | ■  | | ヴィソチナ州   | トルジェビーチ郡     |
| 240    | ブランソウゼ駅                       | 3.2          | 178.3              | 70.2                      | ｜ | ｜  | ■  | | ヴィソチナ州   | トルジェビーチ郡     |
| 240    | ドルニー・スムルチネー駅             | 2.1          | 180.4              | 72.3                      | ｜ | ｜  | ■  | | ヴィソチナ州   | トルジェビーチ郡     |
| 240    | プルジームニェルコフ駅               | 2.4          | 182.8              | 74.7                      | ｜ | ｜  | ■  | | ヴィソチナ州   | トルジェビーチ郡     |
| 240    | ビートヴチツェ駅                     | 2.3          | 185.1              | 77.0                      | ｜ | ｜  | ■  | | ヴィソチナ州   | トルジェビーチ郡     |
| 240    | ルカ・ナド・イフラヴォウ駅           | 2.2          | 187.3              | 79.2                      | ｜ | ｜  | ■  | | ヴィソチナ州   | トルジェビーチ郡     |
| 240    | マリー・ベラノフ駅                   | 7.8          | 195.1              | 87.0                      | ｜ | ｜  | ●  | | ヴィソチナ州   | トルジェビーチ郡     |
| 240    | イフラヴァ駅                         | 3.5          | 198.6              | 90.5                      | ■  | ■   | ■  | 225号線                                                                                            | ヴィソチナ州   | トルジェビーチ郡     |

(*1): 240号線の列車は全て通過。244号線の列車が停車する。

(*2): 2021年12月開業。

### ブルノ下駅 - オストポヴィツェ
- 種別
  - Os：普通
- 停車駅
  - ■印：全列車停車
  - ◑印：半数停車
  - ｜印：全列車通過

| 路線名 | 駅名                                              | 駅間営業キロ | 累計営業キロ       | 累計営業キロ       | Sp | Os | 接続路線           | 所在地         | 所在地               |
| ------ | ------------------------------------------------- | ------------ | ------------------ | ------------------ | -- | -- | ------------------ | -------------- | -------------------- |
| 240    | ブルノ下駅                                        | -            | ウィーンから 154.8 | ブルノ下駅から 0.0 | ■  | ■  |                    | 南モラヴィア州 | ブルノ市             |
| 240    | ブルノ・スタリー・リースコヴェツ駅(全列車通過 *1) |              | (149.7)            |                    | ｜ | ｜ | ブルノ本駅方面     | 南モラヴィア州 | ブルノ市             |
| 240    | オストポヴィツェ駅                                | 7.1          | 147.7              | 7.1                | ｜ | ◑  | トルジェビーチ方面 | 南モラヴィア州 | ブルノ・ヴェンコフ郡 |

(*1): ブルノ本駅発着の、244号線の列車が停車する。